# Vladimiro Bertazzoni
Vladimiro Bertazzoni (Mosca, 23 maggio 1934 – Mantova, 23 novembre 2014) è stato un politico italiano, sindaco di Mantova dal 1985 al 1990.

## Biografia
Vladimiro Bertazzoni nacque a Mosca nel 1934 da genitori mantovani. Il padre, Andrea (1895-1980), era un antifascista di professione casaro che aveva lasciato l'Italia nel 1925 con la moglie Ebe Cavicchioni e nel 1932 si era stabilito nell'Unione Sovietica. Durante la sua infanzia Vladimiro seguì gli spostamenti del padre e della madre tra la Repubblica Russa, l'Ucraina e l'Uzbekistan, prima di tornare con loro in Italia nel 1946, dato che il regime fascista era crollato e che in URSS iniziava a crearsi un clima di sospetto verso gli emigrati italiani sospettati di non essere perfettamente allineati con l'ortodossia staliniana. Trascorse quindi gli anni successivi a San Benedetto Po, paese natale del padre. 
A metà degli anni Cinquanta iniziò a fare attivamente politica nel Partito Socialista Democratico Italiano, il partito al quale anche il padre aveva aderito dopo che nel 1951 era stato espulso dal PCI. Dopo lo scioglimento del Partito Socialista Unificato, rimase nel PSI, per il quale ricoperse le cariche di segretario provinciale, consigliere comunale a partire dal 1980 e, tra il 1985 e il 1990, sindaco di Mantova in sostituzione del compagno di partito Gianni Usvardi, la cui corrente era stata ridimensionata negli anni del craxismo.
Tra il 1990 e il 1992 fu assessore comunale alla cultura nella giunta di Sergio Genovesi; a partire dal 1994 abbandonò la politica attiva, occupandosi soprattutto dei suoi interessi culturali, pubblicando raccolte delle sue poesie, dei suoi interventi giornalistici e monografie sui cantanti lirici mantovani, con un occhio di riguardo alle relazioni tra la città di Mantova e la Russia, di cui padroneggiava la lingua con grande competenza traducendone anche dei testi per la pubblicazione in Italia.
Morì a 80 anni nell'ospedale Carlo Poma di Mantova il 23 novembre 2014.

## Opere

### Poesia
- Vladimiro Bertazzoni, Mille volte, La minima di bancarella, Mantova, La rapida, 1965.
- Vladimiro Bertazzoni, Otto poesie atemporali, Mantova, 1977.
- Vladimiro Bertazzoni, Diario militare: 33 sonetti, Mantova, Besia, 1987.
- Vladimiro Bertazzoni, Nella mano del tempo: poesie d'amore ritrovate, Mantova, Besia, 1992.
- Vladimiro Bertazzoni, Poesie atemporali, con testo a fronte in rumeno, Iaşi, Junimea, 1999, ISBN 973-37-0423-7.
- Vladimiro Bertazzoni, La poesia è un cucciolo, Mantova, Sometti, 2000.
- Vladimiro Bertazzoni, Tra il serio e il faceto : sonetti, quartine e rime peregrine, Figure virgiliane, Mantova, Sometti, 2011, ISBN 978-88-7495-390-5.

### Saggistica e memorialistica
- Vladimiro Bertazzoni e Alfredo Azzaroni (a cura di), 1917-1967: scrittori sovietici, Napoli, Edizioni scientifiche italiane, 1967.
- Luigi Bettoni, Vladimiro Bertazzoni e Enrico Novellini, Situazione della scuola elementare nella provincia di Mantova, cartografia di Roberto Venturini, Quaderni dell'amministrazione provinciale di Mantova 3, Mantova, 1967.
- Enrico Novellini, Wladimiro Bertazzoni e Roberto Tassini, Il movimento della popolazione nei comuni mantovani (1951-1968), Mantova, Ufficio studi programmazione, 1969.
- Vladimiro Bertazzoni, I cappotti di Mosca, Prosario, Canneto sull'Oglio, AEPI, 1981.
- Vladimiro Bertazzoni, Dante e la Commedia in Russia e in Urss, Mantova, 1993.
- Vladimiro Bertazzoni, I Dagnini. Da Mantova a San Pietroburgo una famiglia di artisti nella Russia degli zar, collana Meridiana 5, Mantova, La corte, 199.
- Vladimiro Bertazzoni, Autografi e incontri, Mantova, Edizioni del centenario 1895-1995, 1995.
- Vladimiro Bertazzoni, Cantanti e musicisti mantovani dell'Ottocento in Russia, Mantova, 1996.
- Vladimiro Bertazzoni, Gaetano Zinetti 1873-1911: successi e trionfi di un piccolo grande direttore d'orchestra, Comune di Sanguinetto, 1998.
- Vladimiro Bertazzoni e Giovanni Caltagirone, Uzbekistan: un viaggio nella memoria, Mantova, Sometti, 1999.
- Vladimiro Bertazzoni, Achille Graffigna (1816-1896): il più prolifico degli operisti mantovani, Figure virgiliane, Mantova, Sometti, 1999.
- Vladimiro Bertazzoni, Marcellina la dolce, Mantova, 2001.
- Vladimiro Bertazzoni, Olimpio Seffer (1839-1922); professore mantovano di canto a San Pietroburgo, Quaderni del Conservatorio, A.1 n°1, Mantova, 2001.
- Vladimiro Bertazzoni (a cura di), Enzo Dara: la felicità musicale: quarant'anni di palcoscenico, Mantova, Fondazione Banca Agricola Mantovana, 2001.
- Vladimiro Bertazzoni, Album Enrico Ferri: una vita per immagini note, rare e inedite, Mantova, Sometti, 2004, ISBN 88-7495-088-8.
- Vladimiro Bertazzoni e Valentina Latteş, Benedetto Franchetti (1824-1894): un israelita mantovano protagonista della vita musicale in Romania, Figure virgiliane, Mantova, Sometti, 2004, ISBN 88-7495-124-8.
- Vladimiro Bertazzoni, I fratelli Giuseppe e Alessandro Procacci glorie eugubine della lirica: vita e carriera artistica in Italia e all'estero di due tenori a cavallo tra Otto e Novecento, Comune di Gubbio, 2004.
- Mario Artioli e Vladimiro Bertazzoni (a cura di), Album Piubello: uno scrittore in piazza: biografia, iconografia, racconti, testimonianze, bibliografie, Mantova, Provincia di Mantova, Comune di Mantova, Fondazione Banca Agricola Mantovana, 2005, ISBN 88-7495-125-6.
- Vladimiro Bertazzoni, Andrea, mio padre: un uomo comune che visse non comunemente, pre- e postfazione di Mario Artioli, Mantova, Sometti, 2005, ISBN 88-7495-155-8.
- Vladimiro Bertazzoni, Ormondo Maini (1835-1906) : gloria del melodramma italiano e di Viadana: ...un basso che non ha rivali. (G. Verdi), Figure virgiliane, Mantova, Sometti, 2006, ISBN 978-88-7495-239-7.
- Vladimiro Bertazzoni, Ambrogio Dagnini 1807-1872: affermato tenore del quartiere Fiera di Mantova ...: nel bicentenario della nascita, Figure virgiliane, Mantova, Sometti, 2007, ISBN 978-88-7495-260-1.
- Vladimiro Bertazzoni, Ismaele Voltolini (1887-1938): il tenore mantovano di Roverbella già salutato come il novello Caruso nel 120° della nascita, Figure virgiliane, Mantova, Sometti, 2007, ISBN 978-88-7495-239-7.
- Vladimiro Bertazzoni, L. Mari, F. Tedesco, M. Lotti, V. Collini: grandi voci mantovane della lirica mondiale dell'800: Dalla Scala ai più prestigiosi teatri d'Europa e delle Americhe, Figure virgiliane, Mantova, Sometti, 2009, ISBN 978-88-7495-317-2.
- Stelio Carnevali e Vladimiro Bertazzoni, "La morte ne infranse il volo": Aldo Ottolenghi (1887-1924): compositore mantovano, didatta, direttore d'orchestra, critico musicale, Roma, 2014, ISBN 978-88-910-8043-1.